# James B. Clark
Pour les articles homonymes, voir James Clark et Clark.
James B. Clark est un monteur, réalisateur et producteur américain, né le 14 mai 1908 à Stillwater, dans le Minnesota, et mort le 19 juillet 2000 à Woodland Hills, Los Angeles (États-Unis).

## Filmographie

### Comme monteur
- 1937 : La Baie du destin (Wings of the Morning), de Harold D. Schuster
- 1937 : Dîner au Ritz (Dinner at the Ritz), de Harold D. Schuster
- 1937 : Sous la robe rouge (Under the Red Robe) de Victor Sjöström
- 1938 : Keep Smiling (en), de Monty Banks
- 1939 : So This Is London (en), de Thornton Freeland
- 1939 : Inspector Hornleigh (en), d'Eugene Forde
- 1939 : Le Retour de Cisco Kid (Return of the Cisco Kid), d'Herbert I. Leeds
- 1940 : Il épouse sa femme (en) (He Married His Wife), de Roy Del Ruth
- 1940 : Busman's Honeymoon, d'Arthur B. Woods (non crédité)
- 1940 : Jeunesse (Young People), d'Allan Dwan
- 1940 : Charlie Chan au Musée de cire (Charlie Chan at the Wax Museum), de Lynn Shores (en)
- 1941 : Golden Hoofs (en), de Lynn Shores (en)
- 1941 : A Very Young Lady, de Harold D. Schuster
- 1941 : Tu seras mon mari (Sun Valley Serenade), de H. Bruce Humberstone
- 1941 : Qu'elle était verte ma vallée (How Green Was My Valley), de John Ford
- 1942 : La Folle Histoire de Roxie Hart (Roxie Hart), de William A. Wellman
- 1942 : Ten Gentlemen from West Point, de Henry Hathaway
- 1942 : Iceland (en), de H. Bruce Humberstone
- 1942 : La Pagode en flammes (China Girl), de Henry Hathaway
- 1943 : Aventure en Libye (Immortal Sergeant), de John M. Stahl
- 1943 : Symphonie magique (Stormy Weather), d'Andrew L. Stone
- 1943 : Holy Matrimony, de John M. Stahl
- 1944 : Buffalo Bill, de William A. Wellman
- 1944 : Les Clés du royaume (The Keys of the Kingdom), de John M. Stahl
- 1945 : Capitaine Eddie (Captain Eddie), de Lloyd Bacon
- 1945 : Péché mortel (Leave Her to Heaven), de John M. Stahl
- 1947 : Un mariage à Boston (The Late George Apley), de Joseph L. Mankiewicz
- 1947 : La Rose du crime (Moss Rose), de Gregory Ratoff
- 1947 : La Fière Créole (The Foxes of Harrow), de John M. Stahl
- 1948 : La Ville empoisonnée (The Walls of Jericho), de John M. Stahl
- 1948 : La Femme aux cigarettes (Road House), de Jean Negulesco
- 1949 : Allez coucher ailleurs (I Was a Male War Bride), de Howard Hawks
- 1950 : Planqué malgré lui (When Willie Comes Marching Home), de John Ford
- 1950 : Trois Gosses sur les bras (My Blue Heaven) de Henry Koster
- 1951 : La marine est dans le lac (You're in the Navy Now), de Henry Hathaway
- 1951 : L'Oiseau de paradis (Bird of Paradise), de Delmer Daves
- 1951 : L'Énigme du lac Noir (The Secret of Convict Lake), de Michael Gordon
- 1951 : Le Renard du désert (The Desert Fox: The Story of Rommel), de Henry Hathaway
- 1952 : L'Affaire Cicéron (Five Fingers), de Joseph L. Mankiewicz
- 1952 : Courrier diplomatique (Diplomatic Courier), de Henry Hathaway
- 1952 : Un grand séducteur (Dreamboat), de Claude Binyon
- 1952 : La Parade de la gloire (Stars and Stripes Forever), de Henry Koster
- 1953 : La Sorcière blanche (White Witch Doctor), de Henry Hathaway
- 1954 : Le Démon des eaux troubles (Hell and High Water), de Samuel Fuller
- 1954 : Le Jardin du diable (Garden of Evil), de Henry Hathaway
- 1955 : Le Cercle infernal (film, 1955) (The Racers), de Henry Hathaway
- 1955 : La Maison de bambou (House of Bamboo), de Samuel Fuller
- 1956 : Chéri, ne fais pas le zouave (The Lieutenant Wore Skirts), de Frank Tashlin
- 1956 : À vingt-trois pas du mystère (23 Paces to Baker Street), de Henry Hathaway
- 1956 : Le Temps de la colère (Between Heaven and Hell), de Richard Fleischer
- 1956 : La Blonde et moi (The Girl Can't Help It), de Frank Tashlin
- 1957 : Elle et lui (An Affair to Remember), de Leo McCarey
- 1958 : Life Is a Circus (en), de Val Guest

### Comme réalisateur
- 1954 : Lassie (série télévisée)
- 1956 : Mon amie Flicka (My Friend Flicka) (série télévisée)
- 1957 : Under Fire (en)
- 1958 : Sierra Baron (en)
- 1958 : Villa!! (en)
- 1959 : The Sad Horse (en)
- 1960 : L'Orphelin et son chien (A Dog of Flanders)
- 1960 : The Gambler, the Nun and the Radio (en) (TV)
- 1960 : Les Hors-la-loi (One Foot in Hell)
- 1961 : The Big Show (en)
- 1961 : Misty (en)
- 1963 : Drums of Africa (en)
- 1963 : Flipper
- 1964 : L'Île des dauphins bleus (Island of the Blue Dolphins)
- 1964 : Voyage au fond des mers (Voyage to the Bottom of the Sea) (série télévisée)
- 1965 : Les Mystères de l'Ouest (The Wild Wild West) (série télévisée)
- 1966 : Batman (série télévisée)
- 1966 : And Now Miguel (en)
- 1969 : My Side of the Mountain (en)
- 1970 : Lassie: Well of Love (TV)
- 1972 : The Little Ark
- 1974 : Sara's Summer of the Swans (TV)

### Comme producteur
- 1961 : The Big Show (en)